# Gisela Karschuck
Gisela Karschuck (* 1940 oder 1941) ist ein ehemaliges deutsches Fotomodell sowie Schönheitskönigin.
1961 gewann sie die Wahlen zur Miss Wangerooge und Miss Nordsee.
1962 wurde sie im Kurhaus von Travemünde zur Miss Germany gewählt.
Sie nahm am 14. Juli 1962 in Miami Beach (Florida, USA) an der Miss Universe und am 8. Juni 1963 in Beirut an der Wahl zur Miss Europe teil.
Gisela Karschuck ist verheiratet und hat zwei Kinder. Sie lebt auf der Nordseeinsel Wangerooge.